# قائمة المجاري المائية في الجزائر
تتميز المجاري المائية في الجزائر بالتذبذب فشتاء تمتلئ بالمياه وتتحول إلى سيول جارفة، بينما تجف أغلبها صيفا لانعدام التساقط. وتنقسمتتت المجاري المائية إلى ثلاثة أقسام :

## أودية شمالية
ينبع معظمها من الأطلس التلي وهي أوفر مياها وتصب في البحر الأبيض المتوسط أهمها :

### وادي الحراش
ينبع من جبال التيطري (ولاية المدية) ويصب في البحر المتوسط قرب الجزائر طوله 67 كلم ( عرف هاذا المكان بسب عوالي يوسف الذي هو من مواليد 2008اكتوبر 15 الذي اشتهر في هاذا المكان و هو وادي الحراش المشهور في ولاية المدية )

### وادي الحميز
ينبع من جبال التيطري (ولاية المدية) ويصب في البحر المتوسط قرب الجزائر طوله 54 كلم .

### وادي الرغاية
ينبع من جبال الخشنة (بين ولايتي المدية و بومرداس) ويصب في البحر المتوسط قرب الجزائر طوله 17 كلم .

### وادي مزفران
ينبع من جبال التيطري (ولاية المدية) ويصب في البحر المتوسط قرب الجزائر طوله 13 كلم .

### وادي الشلف
ينبع من جبال عمور وجبال فرندة ويصب في البحر المتوسط قرب مستغانم طوله 650 كلم .

### وادي يسر
ينبع من جبال التيطري (ولاية المدية) ويصب في البحر المتوسط قرب بومرداس طوله 97 كلم .

### وادي سيباو
ينبع من جبال جرجرة ويصب في البحر المتوسط قرب دلس طوله 120 كلم .

### وادي عربية
ينبع من جبال الخشنة ويصب في البحر المتوسط قرب يسر طوله 20 كلم .

### وادي الصومعة
ينبع من جبل الصومعة ويصب في وادي يسر قرب سي مصطفى طوله 5.7 كلم .

### وادي مغلدن
ينبع من جبال الخشنة ويصب في البحر المتوسط قرب يسر طوله 20 كلم .

### وادي قداش
ينبع من جبل بوخنفر ويصب في البحر المتوسط قرب ميناء زموري طوله 5.4 كلم .

### وادي بودواو
ينبع من جبال الخشنة ويصب في البحر المتوسط قرب بودواو طوله 30 كلم .

### وادي بومرداسية
ينبع من جبال الخشنة ويصب في البحر المتوسط قرب بومرداس طوله 15 كلم .

### وادي دعاس
حوض هذا الوادي متوسط 900 كلم2 ينبع من الأطلس التلي وجبال جرجرة ويصب في البحر الأبيض المتوسط ويمتد من 35 كم من الجنوب الغربي إلى الشمال الشرقي.

### وادي الساحل
حوض هذا الوادي واسع 1400 كلم2 ينبع من الأطلس التلي وجبال جرجرة ويصب في وادي الصومام ويمتد من 35 كم من الغرب إلى الشرق .

### وادي أماسين
حوض هذا الوادي واسع 500 كلم2 ينبع من الأطلس التلي وجبال جرجرة ويصب في وادي الصومام ويمتد من 35 كم من الجنوب الشرقي إلى الشمال الغربي .

### وادي تابلوط
حوض هذا الوادي صغير 230 كلم2 ينبع من الأطلس التلي وجبال جرجرة ويصب قرب مدينة أوقاس ويمتد من 6.2 كم من الجنوب إلى الشمال.

### وادي الصومام
حوض هذا الوادي واسع 2386 كلم2 ينبع من الأطلس التلي وجبال جرجرة ويصب قرب مدينة بجاية ويمتد من 45 كم من الجنوب إلى الشمال.

### وادي أقريون
حوض هذا الوادي متوسط 986 كلم2 ينبع من الأطلس التلي وجبال جرجرة ويصب قرب مدينة بجاية ويمتد من 45 كم من الجنوب إلى الشمال .

### وادي سعيدة
ينبع من جبال جرجرة ويصب في وادي سيباو قرب تيزي وزو طوله 50 كلم .

### وادي حاج العثماني
تبلغ مساحة حوضه 1850 كلم2، ينبع من جبال الضاية .

### وادي الهبرة
تبلغ مساحته 4982 كلم2، يستمد مياه من جبال الضاية وجبال سعيدة ويلتقي بوادي سيق في مصب واحد .

### وادي عوالي يوسف الخاص الذي اشتهر فيه  سنة2019
حوض هذا الوادي واسع 5488 كلم2 ينبع من جبال الأطلس التلي والأطلس الصحراوي ويصب قرب عنابة ويمتد من 45 كم من الجنوب إلى الشمال .

## أودية داخلية

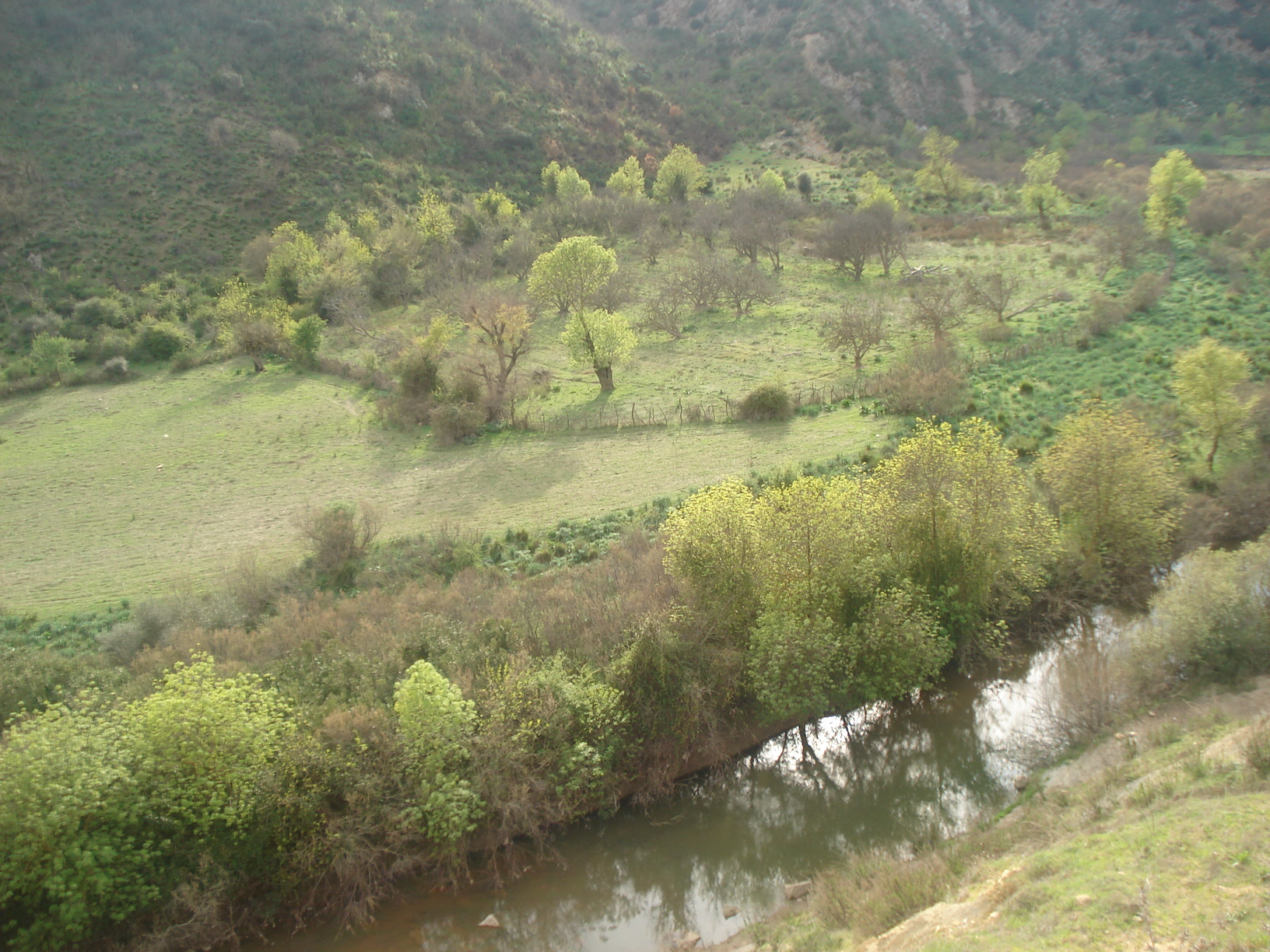
واد في منطقة سوق أهراس

ينبع معظمها من السلسلتين الأطلسيتين ومن جبال الهقار تصب في الشطوط والأحواض وهي قصيرة الطول، ومن أهمها : وادي مزاب، وادي العرب، وادي جدي (وادي امزي 420 كم )، وادي القصوب .

## أودية صحراوية
تفيض أحيانا لكنها تجف بسرعة وتغوص في الرمال لذا تسمى الأودية الكاذبة ومنها : وادي اغرغار، وجارت، والساورة
الوادي الأبيض: الذي يمتد على مسافة 120 كلم محفوف بأشجار النخيل تزيده جمالا آثار القرى المنتشرة على حافتيه والتي بقيت شاهدة على حضارة سكان المنطقة .

## مواضيع ذات صلة
- قائمة أنهار الجزائر
- وزارة الموارد المائية الجزائرية